# Jerónimo Llamas

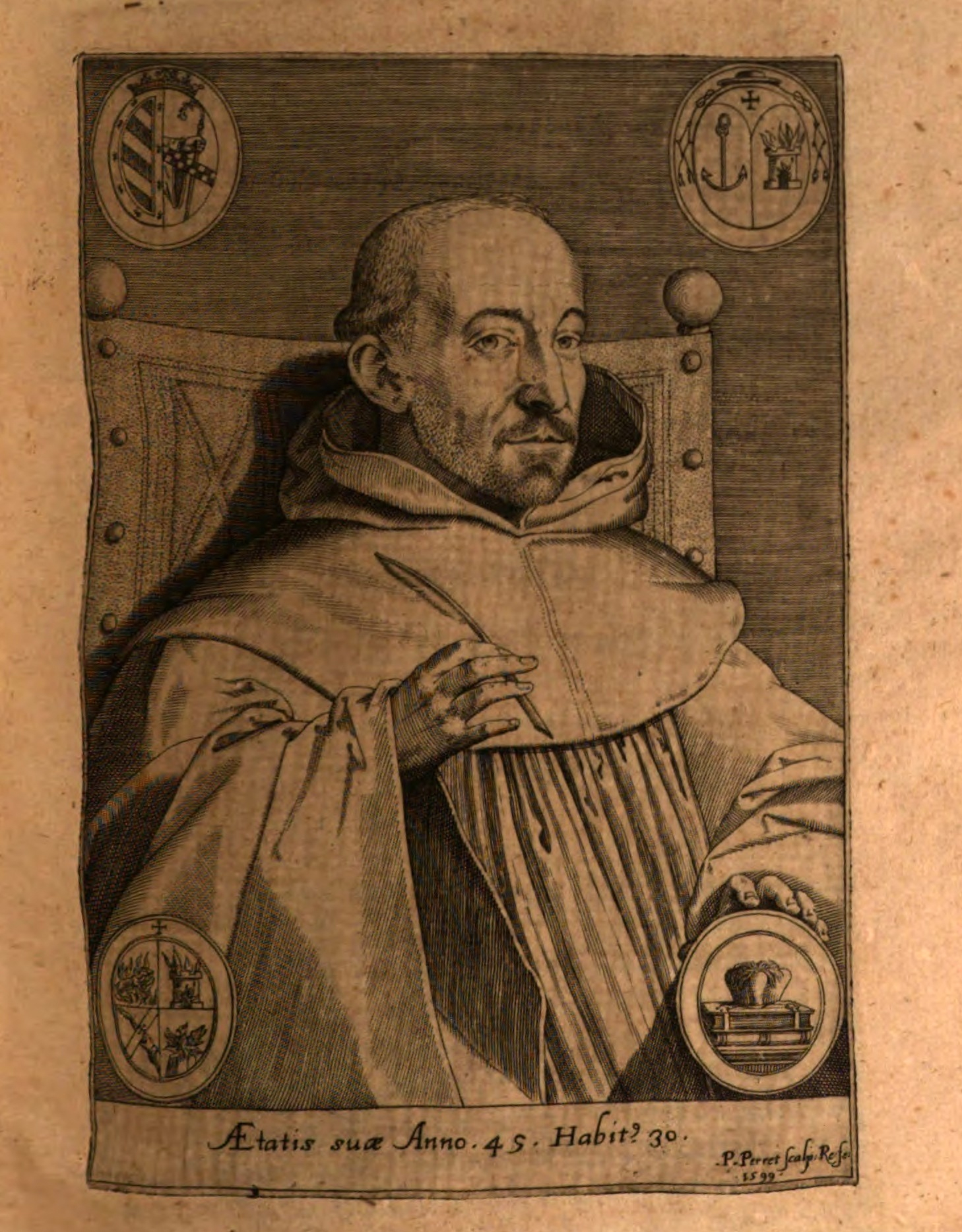
Retrato de Jerónimo Llamas (1599), grabado calcográfico de Pedro Perret tras el prólogo del Methodus curationis animorum, editado en Madrid por Pedro Madrigal, 1600.

Jerónimo Llamas (San Clemente (Cuenca), c. 1554-Valderas, 1611) fue un monje cisterciense y teólogo español.
Muy joven ingresó en el Monasterio de Santa María de Carracedo (León) del que en 1593 fue hecho abad. No obstante, y por razones no bien aclaradas, pronto fue depuesto del cargo por el capítulo de consiliarios, sentencia confirmada por el capítulo general.
De Carracedo pasó a Madrid, donde al parecer gozó de fama como predicador y dio a la imprenta un tratado de teología moral para confesores titulado Methodus curationis animorum: quatuor partibus, distincta, in qua totius Theologiae moralis doctrinae perstringuntur, editado en Madrid por Pedro Madrigal en 1600 y reimpreso como Summa eecclesiastica, sive instructio confessariorum & poenitentium absolutissima, in quatuor partes distincta en Maguncia, por Balthasar Lippius, 1605, y en Brescia, por Jacobo y Bartolomeo Fontanam, 1606. Sin embargo, solo un año después de su aparición en Madrid el Tribunal del Santo Oficio de la Inquisición ordenó recoger todos sus ejemplares, por hacerse sospechosas algunas de sus afirmaciones, y fue incorporado al  Novus librorum prohibitorum et expurgatorum Index de 1632 entre las obras necesitadas de enmienda.
Volvió a Carracedo donde, según fray Ángel Manrique y Cipriano Henríquez, cronistas de la Orden, vivió con fama de santidad —incluso se le atribuye un supuesto caso de bilocación— y falleció tras larga enfermedad el 2 de abril de 1611 en Valderas, pueblo cercano a Carracedo, al que se le había pedido acudiese a predicar.